# Bourletiella christianseni
Bourletiella christianseni är en urinsektsart som beskrevs av Jerry Allen Snider 1978. Bourletiella christianseni ingår i släktet Bourletiella och familjen Bourletiellidae. Inga underarter finns listade.